# 哥倫布城 (愛荷華州)
哥倫布城（英語：Columbus City）是一個位於美國愛荷華州路易莎縣的城市。

## 地理
哥倫布城的座標為41°15′30″N 91°22′33″W / 41.25833°N 91.37583°W，而該地的平均海拔高度為222米（即728英尺）。

## 人口
根據2010年美國人口普查的數據，哥倫布城的面積為0.62平方千米，當中陸地面積為0.62平方千米，而水域面積為0.00平方千米。當地共有人口391人，而人口密度為每平方千米630人。